# Chavacano
Het Chavacano (ook Chabacano genoemd of Zamboangueño, naar de plaats waar het nog veel gesproken wordt) is een creoolse taal die is ontstaan uit het contact van de Filipino's met de koloniserende Spanjaarden.
De grammatica van deze taal heeft veel van Tagalog en Cebuano, maar de oorspronkelijke woordenschat is voor een groot deel aan het Spaans ontleend, terwijl de klanken zowel inheemse als Spaanse invloeden laten zien.
Dit leidt tot het misverstand dat Chavacano een versimpeld Spaans zou zijn.
Spaanstaligen die Chavacano leren hebben wel het voordeel dat ze veel woorden (her-)kennen, maar hebben het juist heel moeilijk met een correcte zinsbouw.
Ook bij de inventarisatie van gesproken talen in de Filipijnen is Chavacano vaak met Spaans op een hoop geveegd.

## Naam
In een meer oorspronkelijk Spaanse spelling luidt de naam Chabacano wat zoveel betekent als "onbeschaafd, ruw, plat". Sommige sprekers geven er daarom de voorkeur aan om hun taal naar het gebied te noemen: Zamboangueño, Caviteño, of Ternateño. Anderen pleitten er juist voor deze oorspronkelijke schrijfwijze te gebruiken.

## Dialecten
Binnen het Chavacano kan een tweedeling worden gemaakt tussen de regiolecten op Luzon in de omgeving van Manilla en die op Mindanao, vooral in Zamboanga. De eerste groep is uitgestorven (Ermita) of uitstervend (Cavite, Ternate). Het Zamboangueña, dat ook door groepjes in en om Cotabato City wordt gesproken is als moedertaal daarentegen springlevend. Er is wel een groeiende invloed van het Engels.
Tussen 1990 en 2000 groeide het aantal huishoudens waar Chavacano wordt gesproken met een derde.
Er is ook een Wikipedia in het Zamboangueño.